# Nossa Senhora da Conceição e São Bartolomeu
Nossa Senhora da Conceição e São Bartolomeu é uma freguesia portuguesa do município de Vila Viçosa, com 33,19 km² de área e 4634 habitantes (censo de 2021). A sua densidade populacional é 139,6 hab./km².

## História
Foi criada aquando da reorganização administrativa de 2012/2013, resultando da agregação das antigas freguesias de Vila Viçosa (Conceição) e Vila Viçosa (São Bartolomeu).

## Demografia
A população registada nos censos foi:
| Distribuição da População por Grupos Etários | Distribuição da População por Grupos Etários | Distribuição da População por Grupos Etários | Distribuição da População por Grupos Etários | Distribuição da População por Grupos Etários | Distribuição da População por Grupos Etários |
| -------------------------------------------- | -------------------------------------------- | -------------------------------------------- | -------------------------------------------- | -------------------------------------------- | -------------------------------------------- |
| Antes da agregação                           |                                              |                                              |                                              |                                              |                                              |
| Ano                                          | 0-14 anos                                    | 15-24 anos                                   | 25-64 anos                                   | >= 65 anos                                   | Total                                        |
| 2001                                         | 815                                          | 791                                          | 2880                                         | 956                                          | 5442                                         |
| 2011                                         | 646                                          | 518                                          | 2740                                         | 1119                                         | 5023                                         |
| Após a agregação                             |                                              |                                              |                                              |                                              |                                              |
| Ano                                          | 0-14 anos                                    | 15-24 anos                                   | 25-64 anos                                   | >= 65 anos                                   | Total                                        |
| 2021                                         | 522                                          | 451                                          | 2457                                         | 1204                                         | 4634                                         |

Esta agregação ditou o fim de duas descontinuidades geográficas no âmbito autárquico português: uma freguesia com um enclave (Conceição) e uma freguesia-enclave (São Bartolomeu).

Antigas freguesias que deram origem à freguesia de Nossa Senhora da Conceição e São Bartolomeu (Vila Viçosa).